# Bernard Chevallier
Bernard Chevallier (Chartres, 4 ottobre 1912 – Orsennes, 6 aprile 1997) è stato un cavaliere francese.

## Palmarès

### Olimpiadi
- Oro a Londra 1948 nel concorso completo individuale.